# Dagmara Woźniakowska-Fajst
Dagmara Olga Woźniakowska-Fajst (ur. 26 czerwca 1976) – polska prawnik, dr hab nauk prawnych, adiunkt Instytutu Nauk Prawnych Polskiej Akademii Nauk i Instytutu Profilaktyki Społecznej i Resocjalizacji Wydziału Stosowanych Nauk Społecznych i Resocjalizacji Uniwersytetu Warszawskiego.

## Życiorys
W 2000 ukończyła studia prawnicze na Uniwersytecie Warszawskim, 12 grudnia 2008 obroniła pracę doktorską Przestępczość nieletnich dziewcząt w świetle teorii kryminologicznych i badań empirycznych (promotorka – Anna Kossowska). W 2020 habilitowała się na podstawie pracy zatytułowanej Stalking i inne formy przemocy emocjonalnej. Jest zatrudniona na stanowisku adiunkta w Instytucie Profilaktyki Społecznej i Resocjalizacji na Wydziale Stosowanych Nauk Społecznych i Resocjalizacji Uniwersytetu Warszawskiego, oraz w Instytucie Nauk Prawnych Polskiej Akademii Nauk.
Jest sekretarzem Polskiego Towarzystwa Kryminologicznego im. prof. Stanisława Batawii.